# John Cockerill Group
Die Unternehmensgruppe John Cockerill (ehemals CMI Groupe oder Cockerill Maintenance & Ingénierie, davor Cockerill Mechanical Industries) ist ein belgischer Maschinen- und Anlagenbau-Konzern mit Hauptsitz in Seraing, einem Vorort von Lüttich.

## Geschichte

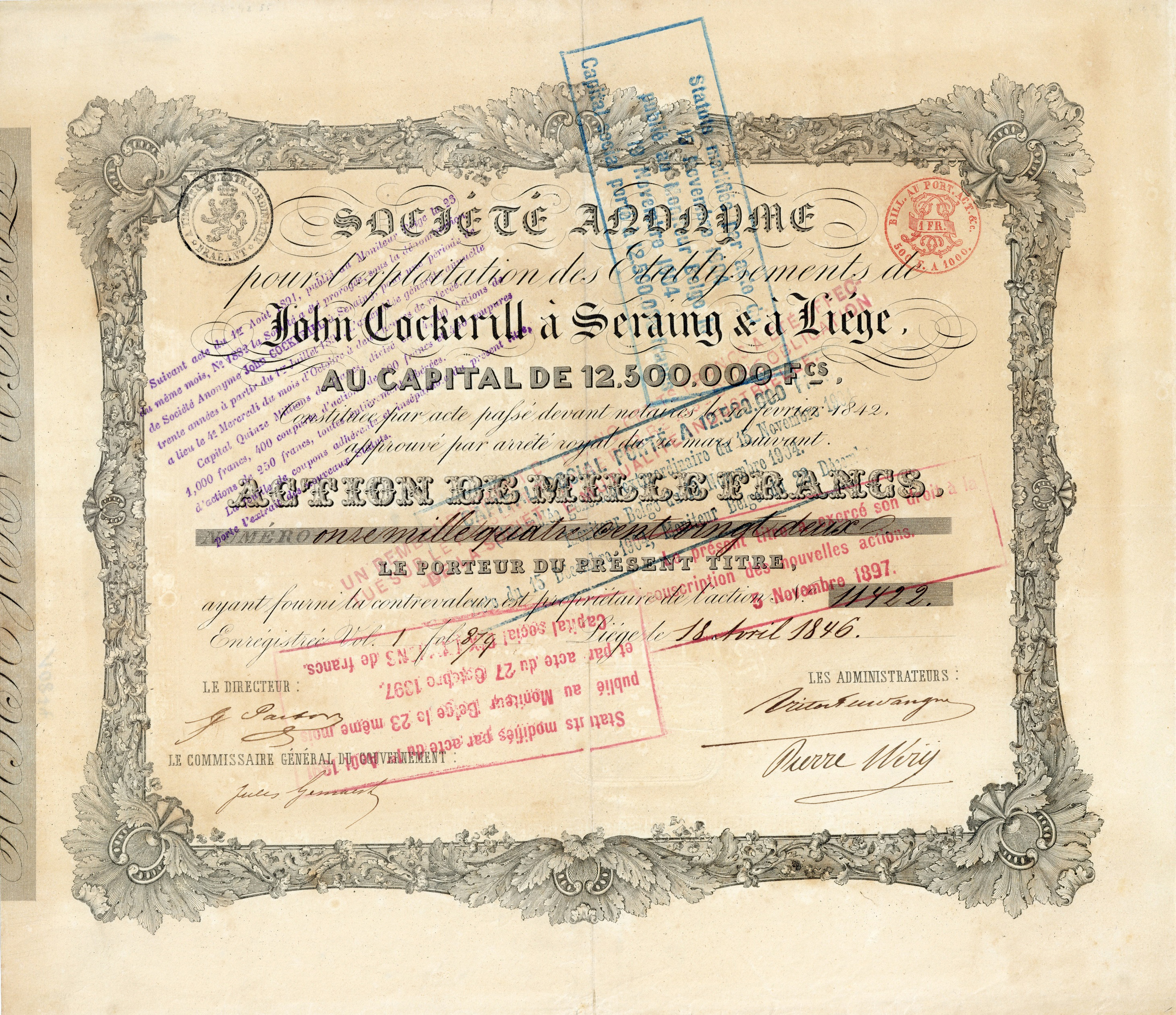
Aktie der S.A. pour l’Exploitation des Etablissements de John Cockerill à Seraing & à Liège, ausgestellt am 18. April 1846 in Lüttich

Das Unternehmen CMI entstand 1982 aus dem Bereich Maschinen- und Anlagenbau des belgischen Konzerns Cockerill-Sambre. Ursprung des Konzerns war das von den Brüdern John und James Cockerill 1816 gegründete Montan-Unternehmen, das über die Erzeugung von Eisen und Stahl hinaus auch mit der Herstellung von Industrieanlagen, Dampflokomotiven, Dampfkesseln und Maschinen befasst war.
Im Jahre 2002 wurde die Tochtergesellschaft CMI vom Konzern Cockerill-Sambre abgespalten und an private Investoren verkauft. Da die ehemalige Mutter Cockerill-Sambre inzwischen vollständig im Stahlkonzern ArcelorMittal aufgegangen ist, stellte Cockerill Maintenance & Ingénierie das Unternehmen dar, das die Tradition des Namens Cockerill aufrechterhielt. Im Jahr 2019 firmierte CMI zu John Cockerill um.
Anfang Juli 2024 übernahm John Cockerill den französischen Militärfahrzeug-Hersteller Arquus, der bis dahin zur Volvo Group gehört hatte. Die Transaktion war begleitet von einer Kapitalbeteiligung des französischen und des belgischen Staats von je 10 % an John Cockerill.

## Struktur und Produkte

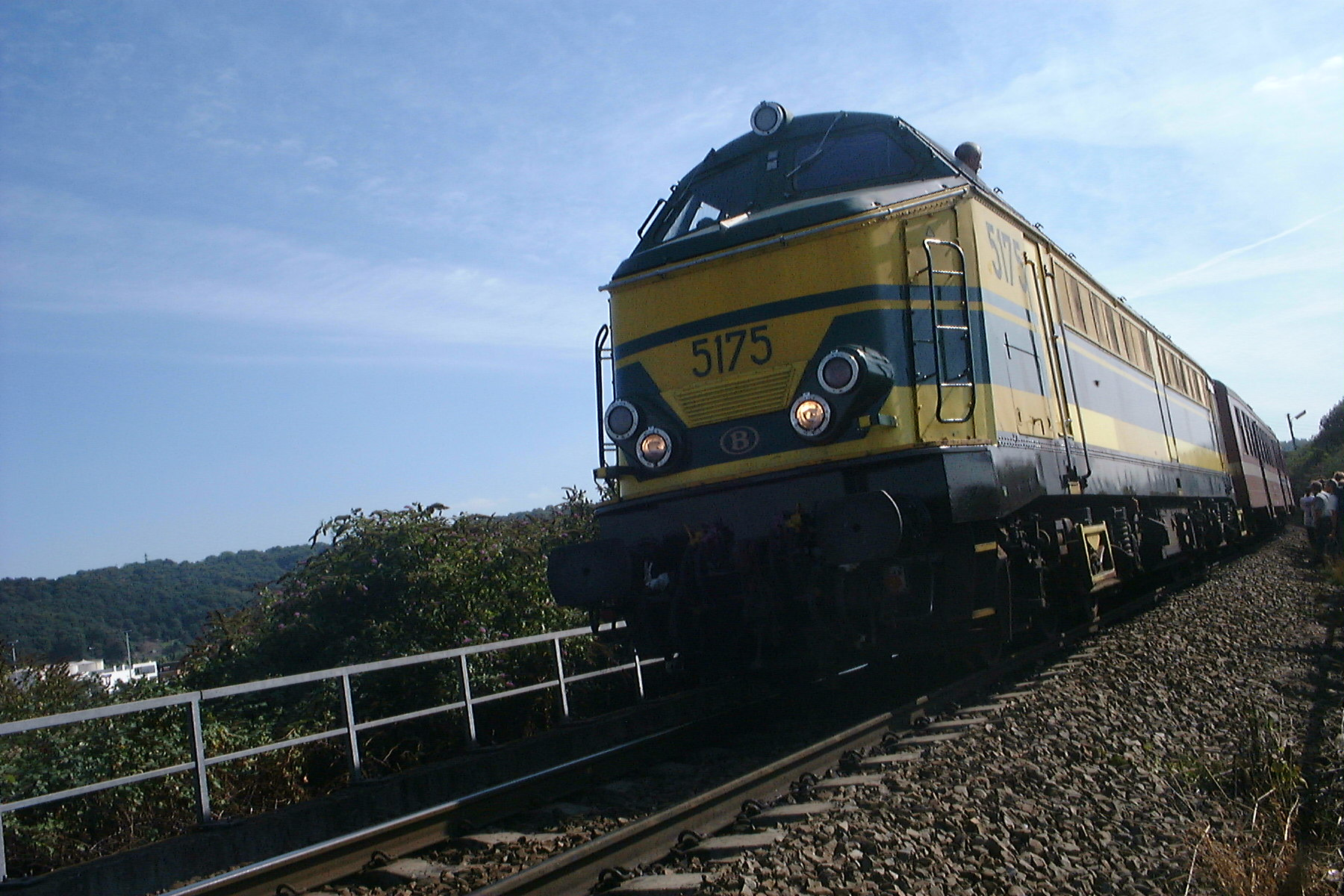
NMBS/SNCB-Reihe 51, Beispiel für eine CMI-Lokomotive

Das Unternehmen gliedert sich heute in die Bereiche:
Energietechnik
- Dampfkessel, insbesondere Abhitzekessel

Wehrtechnik
- Waffensysteme (insbesondere Kanonen mit Kaliber 90–105 mm)
- Gepanzerte Fahrzeuge, z. B. SIBMAS

Industrietechnik
- verschiedenste Maschinen und Apparate für Produktion, Chemie, Montanwesen, …
- Lokomotiven